# نمایشنامه‌نویس
نمایشنامه‌نویس یا تئاترنویس کسی است که متن نمایش (نمایش‌نامه یا تئاترنوشت) را می‌نویسد. نمایش‌نامه به گونه‌ای دقیق و با در نظر گرفتن بسیاری از جزئیات نوشته می‌شود و آن را می‌توان در صحنهٔ تئاتر به اجرا درآورد.
نمایشنامه‌نویس جزئیاتی چون حالت بیان گفت‌وگوها یا دیالوگ‌ها، ورود و خروج شخصیت‌های نمایش و فضایی را که داستان نمایش در آن اتفاق می‌افتد، به‌طور دقیق بیان و توصیف می‌کند.

## وضعیت‌ها و نمونه‌ها
ژرژ پولتی در کتاب خود می‌گوید که (در نمایش) انسان‌ها با چه روش‌هایی تأثیر پذیرفته‌اند. پیرنگ‌ها از کجا می‌آیند؟ باور نویسندگان رمان، نمایش‌نامه و داستان کوتاه این است که هیچ پیرنگ نویی یافت نمی‌گردد. ژرژ پولتی، ۳۶ پیرنگ اصلی از میان درگیری‌ها و کنش و واکنش‌های انسان‌ها برشمرده که پایه‌های ادبیات را ساخته‌اند. سرشناس‌ترین و محبوب‌ترین رمان‌ها، نمایش‌نامه‌ها و داستان‌ها، از این پیرنگ‌ها مایهٔ بی‌شمار گرفته و با چیره‌دستی نویسندگان، پرورش یافته و هر یک به‌جای خود جایگاهی در تاریخ ادبیات و نمایش یافته‌اند.
- یکم: لابه-(اودیپ در کولون/سوفوکل)
- دوم: رهایی-(اندرومد/سوفوکل)
- سوم: انتقام جنایت-(ایلیاد و اودیسه/هومر)(مرگ اردشیرشاه/رضا طاهری بشار)
- چهارم: انتقام‌جویی میان خویشاوندان-(گودال و آونگ/ادگار آلن پو)
- پنجم: تعقیب-(روبرت شیتان؛ راهزنان/شیللر)
- ششم: بلا-(مزدوران و پارسیان/آشیل)
- هفتم: قربانی خشونت یا بدبختی-(شاهزاده مالن/مترلینک، دختر طبیعی/گوته، دوقلوها/هوگو)
- هشتم: شورش-(توطیهٔ فی یسکو/شیللر، کاتیلینا/ولتر)
- نهم: تهور جسورانه-(هنری پنجم/شکسپیر)
- دهم: آدم‌ربایی-(اونی تی یس/سوفوکل و آشیل، ربودن هلن/سوفوکل)
- یازدهم: معما-(اسفنکس/اشیل، سنجاق زرین/ادگار آلن پو)
- دوازدهم: دستیابی-(فیلوکتتس/آشیل، سوفوکل و اوریپید)
- سیزدهم: عداوت میان خویشاوندان-(هلیادس/آشیل)(مرگ اردشیرشاه/رضا طاهری بشار)(مرگ آنتیوخوس/رضا طاهری بشار)(مرگ ایرن/رضا طاهری بشار)
- چهاردهم: رقابت میان خویشاوندان-(براتینیکوس/دل پیت)
- پانزدهم: زنای مرگ‌بار-(سهم نیمروز/پل کلودل)
- شانزدهم: جنون-(آتاماس و توربافان/آشیل)
- هفدهم: بی‌احتیاطی شوم-(استادکار/ایبسن)
- هژدهم: جنایات ناخواستهٔ عشق-(اودیپ/سوفوکل، اشباح/ایبسن)
- نوزدهم: قتل خویشاوندی ناشناخته-(گبرها و قوانین مینوس/ولتر)
- بیستم: ایثار در راه آرمان-(ریگولوس/پرادون و متاستازیو، هرنانی/هوگو)
- بیست و یکم: فداکاری به سبب خویشاوندی-(آلسستس/سوفوکل، شهید/اوژیه)(مرگ بردیا/رضا طاهری بشار)
- بیست و دوم: همه چیز فدای هوس-(ژوسلین/گودار، سانو/دوده)
- بیست و سوم: ضرورت قربانی کردن عزیزان-(ایفی ژنیا/سوفوکل و آشیل)
- بیست و چهارم: رقابت فرادست و فرودست-(زمین و آسمان/بایرون، ژاندارم و زلید/ولتر)
- بیست و پنجم: زنا-(زنان تراخیس/سوفوکل، نومارومستان/دوده)
- بیست و ششم: جنایات عشقی-(سمیرامیس/مانفردی و کربیون، چرم گاو/پولتی)
- بیست و هفتم: کشف خطاکاری محبوب-(مادام کاورلت/اوژیه، ژرژت/ساردو، حرفهٔ خانم وارن/جرج برنارد شاو)
- بیست و هشتم: موانع عشق ورزیدن-(قهرمان چینی/متاستازیو، مهاجر/بورژه)
- بیست و نهم: عشق به دشمن-(دوشس مالفی/ویستر، قلب شکسته/فورد)
- سی ام: جاه‌طلبی-(تیمولیون/آلفیری، کرامول/هوگو)
- سی و یکم: تعارض با یک خدا-(ریسندگان/آشیل، رنجهای مسیح/سنت گریگوری)
- سی و دوم: حسادت بی‌جا-(شاید بدترین، همیشه بدترین نباشد، اتلو و هیاهو برای هیچ/شکسپیر)
- سی و سوم: قضاوت اشتباه-(زن مار/گوتزی، هنری ناوار/دومای پدر)
- سی و چهارم: پشیمانی-(اومیندس/آشیل، جنایت و مکافات/داستایفسکی، ترزا کن/زولا)
- سی و پنجم: بازیابی گمشده-(افسانهٔ زمستانی و پریکلس/کاپیتان گرانت/ژول ورن)
- سی و ششم: از دست دادن محبوب-(نیوب و ترولیوس/آشیل، شکسپیر، مزاحم و هفت شاهزاده/مترلینک)[۱]